# Parmehutu
Parmehutu (fransk: Parti du Mouvement de l'Emancipation hutu; engelsk: "Party of the Hutu Emancipation Movement"), også kendt som MDR-Parmehutu (Mouvement démocratique republicain Parmehutu; fransk: "Parmehutu Demokratiske Republikanske Bevægelse") er et nu nedlagt politisk parti i Rwanda og Burundi.
Det blev grundlagt af Grégoire Kayibanda som et politisk parti af moderate hutuer nationalister, der kæmpede for frigørelse af det undertrykte hutu-flertal. Kayibanda væltede tutsi-monarkiet med Mwami Kigeri V i 1961, og udpegede en regering af hutuer.
Efter uafhængigheden i juli 1962, blev Kayibanda præsident i Rwanda. Ved valget i oktober 1963, vandt Parmehutu alle pladser i parlamentet. I 1965 var partiet det eneste lovlige i Rwanda.
Ved kuppet i juli 1973 blev Kayibanda afsat af sin fætter Juvénal Habyarimana, og partiet Parmehutu blev opløst.